# Parolpium gracile
Parolpium gracile es una especie de arácnido del orden Pseudoscorpionida de la familia Olpiidae.

## Distribución geográfica
Se encuentra en Arabia Saudita.